# Multi-Dimensional Warrior
Albums de Carlos Santana
The very best of Santana Live
(2007) The Woodstock Experience
(2009)
Multi-Dimensional Warrior est la 16e compilation du groupe rock latino Santana sortie le 14 octobre 2008. Il inclut des titres remontant à leur deuxième album Abraxas avec Samba Pa Ti  en 1970, jusqu'à Food for thought, avec Serpents and Doves en 2004. Il contient aussi une chanson sortie en single en 2007, Into the night, chantée par Chad Kroeger et que l'on peut entendre dans le film de 2007, Live free or die hard. 

## Titres

### CD 1
1. Let There Be Light - 2:30
2. Brotherhood - 2:26
3. Spirit - 5:05
4. Right Now - 6:00
5. Life Is for Living - 4:41
6. Saja/Right On - 8:51
7. Somewhere in Heaven - 3:25
8. I Believe it’s Time - 4:20
9. Serpents and Doves - 5:03
10. Your Touch - 6:35
11. I’ll Be Waiting - 5:18
12. The River - 4:54
13. Bailando/Aquatic Park - 5:45
14. Praise - 4:42

### CD 2
1. Curación (Sunlight On Water) - 4:47
2. Aqua Marine - 5:33
3. Bella - 4:28
4. Love Is You - 3:58
5. Full Moon - 5:01
6. Blues Latino - 5:53
7. Samba Pa Ti - 4:43
8. Europa - 5:04
9. El Farol - 4:51
10. En Aranjuez Con Tu Amor - 6:04
11. Luz, Amor Y Vida - 5:08
12. I Love You Much Too Much - 4:44
13. Blues for Salvador - 5:58
14. Victory Is Won - 5:21